# 門閥制度
門閥制度（亦稱：門第制度，也是“門第”與“閥閱”的合稱），是指世代為官的名門望族及世家貴族，也是中國封建制度裡的另一種形式。此制度形成於東漢，因魏晉南北朝時期的士族要維護他們的政治權益而在當時得到了確立，至南北朝時達到極盛。
在門閥制度下，社會等級劃分得相對嚴格，士族會因本身地位而擁有一定優勢及田地，他們能憑藉門閥世家而世代都把持住高官重位，即使貴為至高無上的帝王也不能隨意更改（提升/貶低）士族的身分。

## 選官制
門閥制度成就中國史上兩漢到隋唐最為重要的選拔官員制，如南北朝時行九品官人法，直到唐朝才被以文化水平為標準的科舉制度取而代之。

## 發展過程
由東漢建立者劉秀開始，他於建國後大封功臣造就了第一批貴族。
在東漢後期有大量農民破產，土地兼併的嚴重現象造成了第一批大地主的出現。直到九品中正制的出現，裡頭的統治階級皆為等級較高貴族與地主，造成門閥制度的確認。
到了隋唐時期，當政者為了鞏固自己的權勢而決定對門閥世家造成沈重的打擊，提拔寒門子弟而採用科舉制度，門閥制度正式宣告沒落。

## 其他国家的类似制度
- 俄罗斯Местничество（俄语：Местничество）